# Lighthouse (песма)
"Lighthouse" је сингл хрватске певачице Нине Краљић, објављен 9. марта 2016. Песма, коју су написали Андреас Грас и Никола Парила налази се на Нинином деби албуму Само.
Песму је одабрала хрватска национална телевизија ХРТ да представља Хрватску на Песми Евровизије 2016. Нина је наступила у првом полуфиналу, које је одржано 10. маја у Стокхолму, из којег се пласирала у финале 14. маја. Овде је заузела двадесет треће место од 26 учесника, са 73 поена. "Lighthouse" је доспела на четврто место на хрватском радију.

## Позадина
Хрватски јавни сервис ХРТ објавила је 24. фебруара 2016. да је интерно одабрао Нину Краљић да представља Хрватску на Песми Евровизије 2016. Раније су хрватски медији објавили између маја и јуна 2015. да би, ако се Хрватска врати на такмичење, ХРТ вероватно изабрао победника такмичења The Voice – Najljepši glas Hrvatske Нину Краљић.

## Објављивање и композиција
Дана 24. фебруара 2016. објављено је да ће Нина Краљић представљати Хрватску на Евровизији по налогу националне телевизије ХРТ.  Песма коју су написали Аустријанац Андреас Грас и Швајцарац Никола Парила, а продуцирао Немац Торстен Броцман , представљена је 9. марта током радио програма на мрежи ХР 2. На догађају, чији је домаћин био Златко Туркаљ Турки, учествовали су Нина Краљић, председница хрватске делегације на Евровизији Жељко Месар и менаџерка маркетинга Universal Music Croatia Нина Меден.  Истог дана, "Lighthouse" је објављен на дигиталним платформама. 
"Lighthouse" је поп и неофолк песма која садржи елементе етно музике која подсећа на келтску и ирску музику.  О значењу песме Нина је прокоментарисала: „Овај комад жели да пренесе поруку наде, која је, не обраћајући пажњу на сва зла живота, увек присутна и енергична. Андреас Грас, коаутор песме, додао је: „У суштини, песма говори о особи која је изгубљена на мору. Чак и ако на почетку протагонисткиња има утисак да је изгубила сваку наду, она остаје сигурна да ће савладати све препреке које јој се нађу и наћи сигурно уточиште, вођена светлошћу светионика." Поред личног значења, Нина приписује колективно и тренутно значење: „Песма нас је подсетила на избеглице које траже нови дом у иностранству и на трагичне ситуације кроз које су приморани да проживе. 

## Спот
Објављена су два видео спота: један промотивни и један званични. Док се чекала њихова реализација, на једном од налога Нине Краљић 9. марта 2016. године објављен је видео са аудио снимком песме, што се поклопило са представљањем песме на радију.  Промотивни видео за песму, са сценама из кратког филма Хвар у олују у режији Марија Ромулића и Дражена Стојчића, објављен је на Јутјуб каналу Песме Евровизије 21. марта 2016. За креирање видеа састављено је преко 10.000 фотографија, одабраних од 350.000 снимљених на острвима Хвар и Брач и на планини Биоково. 
Званични видео, који је Филип Филковић снимио за компанију Antitalent Productions, представљен је 7. априла 2016. на Хрватској телевизији.  Видео је објављен на каналу ВЕВО 11. априла  и на Јутјуб каналу Евровизије 13. априла. У овој верзији, у потпуности снимљеној у Загребу, избегнута је свака референца на наутички свет како би се фокусирао на лик Нине, која је представљена у земаљској и духовној верзији. Земаљска Нина креће у потрагу за собом, комуницирајући са духовном Нином, која је у свемиру, потпуно имуна на проблеме света. На овај начин, прокоментарисао је Филковић, духовна Нина симболично представља светионик о коме је песма реч. 

## Промоција
У месецима који су претходили Евровизији Нина је посетила разне европске земље како би промовисала своју песму. Нина је почела у  Србији, коју је посетила крајем марта, где је певала "Lighthouse" током јутарњег програма на РТС-у и где је интервјуисана на РТВ Пинк, МТВ Адриа и Н1.  Нина је 9. априла учествовала у Амстердаму заједно са осталим учесницима Евровизије 2016.   Нина је наступила у епизоди The Voice – Најљепши глас Хрватске, где је и сама победила 2015.  Нина се 17. априла вратила међународној промоцији своје песме, певајући на пред-Евровизијском догађају у Лондону.  Пред одлазак у Шведску да се припреми за свој наступ, Нина је одржала концерт са Жаком Хоудеком (који ће представљати Хрватску на Песми Евровизије 2017.) у Концертној дворани Ватрослава Лисинског у Загребу. 

## Учешће на Евровизији
Нина Краљић је учествовала на две техничке пробе 2. и 6. маја, а затим на две костимографске пробе 9. и 10. маја.  Жири свих нација које гласају у првом полуфиналу присуствовали су тесту 9. маја, на крају којег су саставили своје ранг-листе и доделили бодове.  Нина је почела свој наступ носећи гломазан црно-бели огртач, са дезенима који имитирају голе гране дрвета; током првог рефрена, ова одећа је уклоњена да би се открила елаборирана бела хаљина са плавим и сребрним елементима. Пелерину и хаљину израдио је Јурај Зигман, а ципеле Иван Леденко.  Светла позорнице, у почетку хладних тонова, пред крај представе су се мењала у топле боје; слике морских таласа и звезданог неба пројектоване су на позадинском ЛЕД екрану. Нину су током наступа подржала четири пратећа вокала: Андреј Бабић, Мартина Мајерле, Данијела Вечериновић и Лино Лацмановић Ћућић. Мартина Мајерле је раније представљала Словенију на Песми Евровизије 2009. 
У ноћи првог полуфинала, које је 10. маја директно преношено из Стокхолма, Нина је певала "Lighthouse", после Мађарске и пре Холандије.  Гласање жирија и публике одлучило је да Нина буде међу десет уметника који су се квалификовали за финале 14. маја, што представља први наступ у финалу Евровизије за Хрватску од 2009.  Касније је откривено да је у полуфиналу. финале Нина је била десета од 18 учесника са 133 поена. Од тога, 53 долазе од гласова публике, на којима је заузела десето место, а 80 од гласова жирија, на којем је била седма. "Lighthouse" је постигла максималних 12 бодова од жирија Холандије и гласова публике из Босне и Херцеговине. 
У финалу 14. маја Нина је извела наступ скоро идентичан оном у полуфиналу, певајући као седамнаеста од 26 учесника, после Литваније и пре Русије.  На крају гласања заузела је двадесет и треће место од 26 учесника, са укупно 73 бода. Била је деветнаеста по броју гласова јавности, са 33 бода, и двадесет други фаворит жирија, од којег је добила 40 поена. Нина је била друга по броју гласања на телевизији у Босни и Херцеговини, а бодове је добила и из других земаља бивше Југославије: Словеније, Србије, Црне Горе и Македоније. 

### Бодови на Евровизији
| Укупно | Публика                                | Жири                                       |
| ------ | -------------------------------------- | ------------------------------------------ |
| 12     | Босна и Херцеговина                    | Холандија                                  |
| 10     |                                        |                                            |
| 8      | Црна Гора                              |                                            |
| 7      |                                        | - Аустрија - Кипар - Исланд - Црна Гора    |
| 6      | Аустрија                               | - Чешка - Француска                        |
| 5      | Холандија                              | - Босна и Херцеговина - Финска - Молдавија |
| 4      | - Грчка - Русија                       |                                            |
| 3      | Јерменија                              | - Естонија - Мађарска - Шведска            |
| 2      | - Чешка - Финска - Молдавија - Шпанија | Јерменија                                  |
| 1      | - Кипар - Француска - Шведска          | - Русија - Сан Марино                      |

| Укупно | Публика             | Жири                                                    |
| ------ | ------------------- | ------------------------------------------------------- |
| 12     |                     |                                                         |
| 10     | Босна и Херцеговина |                                                         |
| 8      | Словенија           | Чешка                                                   |
| 7      |                     | Исланд                                                  |
| 6      | Црна Гора           | - Аустрија - Северна Македонија                         |
| 5      | Северна Македонија  |                                                         |
| 4      | Србија              | Босна и Херцеговина                                     |
| 3      |                     | Израел                                                  |
| 2      |                     | Грузија                                                 |
| 1      |                     | - Аустралија - Кипар - Молдавија - Уједињено Краљевство |

## Контроверзе
Убрзо након објављивања "Lighthouse", песма је изазвала контроверзе у Хрватском друштву складатеља због чињенице да ју је написала, компоновала и продуцирала екипа коју су чинили Швајцарац, Аустријанац и Немац. Удружење је упутило отворено писмо Синиши Ковачићу, генералном директору ХРТ-а, у којем се као "срамотно" дефинише чињеница да ће "Хрватска на Евровизији учествовати с песмом коју су написали странци", наводећи одличне резултате које је Хрватска постигла на „Евровизија са песмама које су написали и компоновали Хрвати и отпеване на хрватском језику.  Нина је одговорила на оптужбе да је "музика универзални језик" и да је "апсолутна срамота не изабрати песму са потенцијалом због националности њених композитора". 
Крајем марта 2016. Швеђанин Пјер Бенгтсон оптужио је "Lighthouse" за плагијат, који верује да је песма превише слична "Uncover", синглу његове сународнице Заре Ларсон из 2013. године.  Случај је изнео на расправу ХРТ, који је утврдио да, иако постоје неке сличности у рефренима ове две песме, имају превише карактеристичних елемената да би се први могли сматрати копијом друге. Нина је о оптужбама говорила у интервјуу за Нови дан, емитованом на хрватском каналу Н1, назвавши их "апсурдним, смешним и искључиво усмереним на ширење негативности". 

## Топ листе
| Топ листа | Положај |
| --------- | ------- |
| Хрватска  | 4       |